# Новодевятковичский сельсовет
Новодевятковичский сельсовет (бел. Новадзевяткавіцкі сельсавет) — административная единица на территории Слонимского района Гродненской области Белоруссии. Административный центр — агрогородок Новодевятковичи, расположен в 27 км от районного центра г. Слонима.

## История
Образован 22 июля 1966 года в составе Слонимского района Гродненской области БССР. В состав сельсовета входили 16 деревень. 11 февраля 1972 года к сельсовету присоединена территория упразднённого Масиловичского сельсовета.
В 2007 году деревне Новодевятковичи присвоен статус агрогородка.

## Состав
Новодевятковичский сельсовет включает 27 населённых пунктов:
- Болты — деревня.
- Боровики — деревня.
- Ветеневка — деревня.
- Голяны — деревня.
- Горбачи — деревня.
- Гринковщина — деревня.
- Заводный Лес — деревня.
- Кисели — деревня.
- Колосово — деревня.
- Кошловичи — деревня.
- Малый Галик — деревня.
- Масиловичи — деревня.
- Мизгири — деревня.
- Мирная — деревня.
- Новодевятковичи — агрогородок.
- Окуниново — деревня.
- Партизановка — агрогородок
- Подлесье — деревня.
- Попки — деревня.
- Прихилы — деревня.
- Проделки — деревня.
- Серки — деревня.
- Сосновка — агрогородок.
- Стародевятковичи — деревня.
- Урочь — деревня.
- Шиганы — деревня.
- Ярутичи — деревня.

## Демография
По состоянию на 2011 год в 1059 хозяйствах граждан сельсовета проживает 2269 человек.

## Производственная сфера
На территории сельсовета имеются 2 сельскохозяйственных предприятия:
- СРУСП «Новодевятковичи» — специализируется на выращивании поросят и молодняка КРС, занимается производством молока, мяса и выращиванием зерновых культур
- СРУСП агроторговая фирма «Щара» — специализируется на выращивании овощей, зерновых культур, производстве молока и мяса

## Социально-культурная сфера
На территории сельсовета находятся 3 Дома культуры (Новодевятковичский, Партизановский и Сосновский), 2 средние школы (Новодевятковичская и Сосновская), Партизановская базовая школа-сад, Новодевятковичскийм дом-интернат для одиноких престарелых граждан на 23 места, Новодевятковичский детский сад-ясли на 120 мест, Новодевятковичская амбулатория, 4 ФАПа, 3 сельские библиотеки, аптека.

## Памятные места
В деревне Окуниново установлен мемориальный комплекс на месте захоронения 299 человек расстрелянных 25 декабря 1942 года мирных граждан немецкими захватчиками. Имеется 12 братских могил и 2 обелиска погибшим в годы Великой Отечественной войны.

## Достопримечательности
На территории сельсовета имеется памятник археологии — на кладбище деревни Боровики — 4 круглых кургана, один из них высотой 1,6 м, диаметром 9 м. Также на территории сельсовета расположены 5 церквей и костёл святых апостолов Петра и Павла постройки второй половины XVIII столетия.